# Moda (petrografia)
La moda o analisi modale di una roccia è il calcolo approssimato delle percentuali in volume dei singoli minerali che la costituiscono. Viene usata a fini classificativi quando la roccia è completamente o quasi completamente cristallizzata (tessitura olocristallina), in quanto la presenza di vetro falsa la reale composizione che la roccia avrebbe se fosse completamente cristallizzata. Si può calcolare la moda solo se i cristalli sono sufficientemente grandi da poter essere riconosciuti al microscopio.

## Calcolo della moda

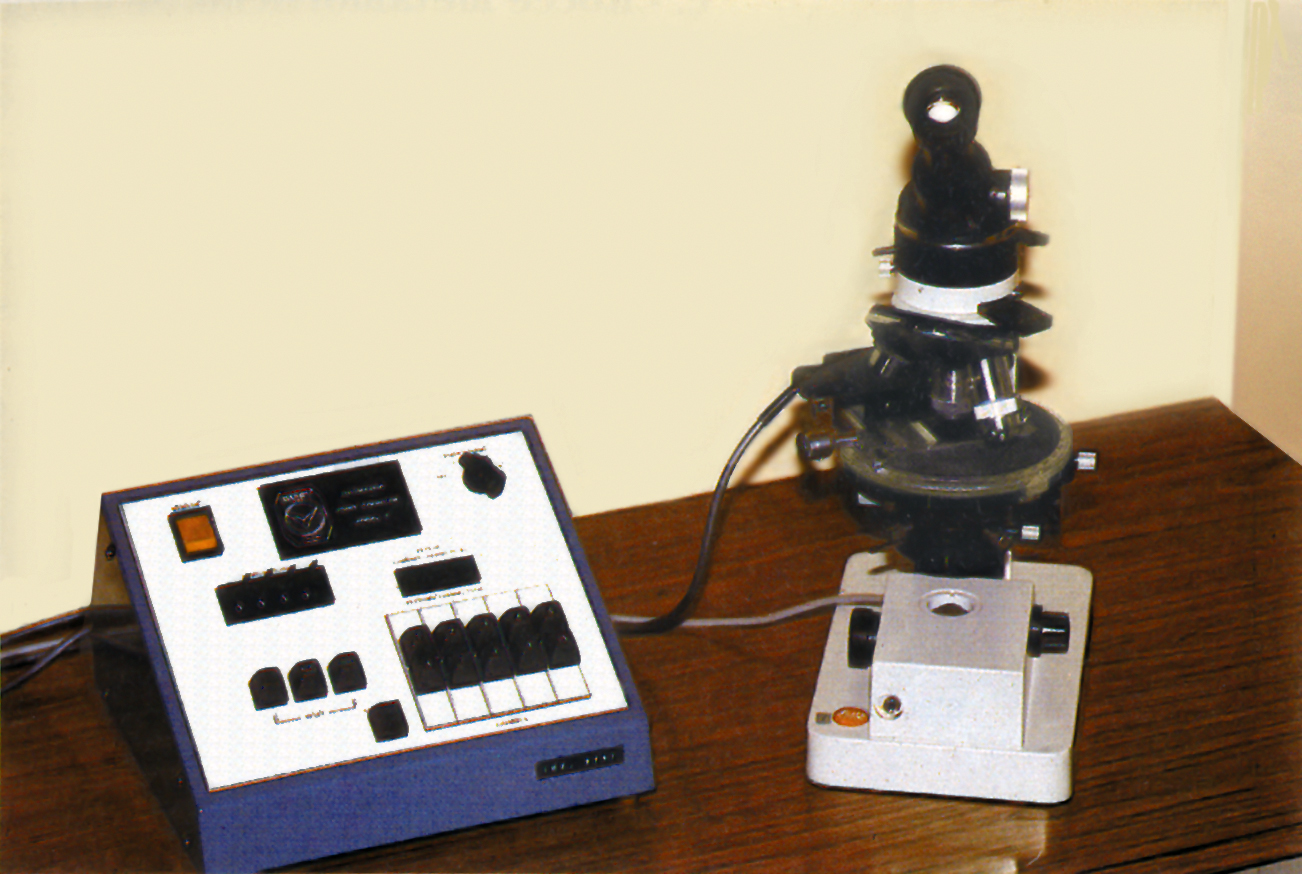
Microscopio a luce polarizzata con applicato il contatore a punti

Per calcolare la moda si applica al piattello del microscopio a luce polarizzata un particolare strumento: il contatore a punti. Esso è costituito da una slitta a cremagliera che, al comando dato da un pulsante, fa spostare la sezione sottile della roccia di un piccolo intervallo prefissato lungo una linea. Ad ogni avanzamento si osserva il minerale che compare al centro del campo visivo dell'oculare e si schiaccia il tasto assegnato a quel minerale nella pulsantiera collegata alla slitta. Esaminati tutti i punti di una linea, si procede in ugual modo su linee parallele fino a coprire l’intera estensione della sezione sottile (in totale circa 2000 punti). Dal numero complessivo di punti in cui sono stati visti i singoli minerali (si leggono sul display in alto della pulsantiera) si ricava, con una proporzione, la percentuale di area totale occupata da ognuno di essi nella sezione. Si assume quindi che la percentuale areale dei minerali nella sezione sia all’incirca equivalente al volume percentuale occupato dagli  stessi sul totale della roccia. 

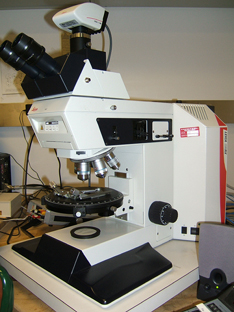
Un moderno microscopio a luce polarizzata con contatore a punti incorporato nel piattello portaoggetti

In realtà questa corrispondenza è vera solo per rocce a grana fine e con granuli tutti all'incirca delle stesse dimensioni. Più la grana aumenta e/o la roccia assume una tessitura inequigranulare o porfirica o porfiroblastica e più questa corrispondenza si allontana dalla realtà. Per ridurre il margine d'errore, la moda viene calcolata facendo la media di più misure effettuate su diverse sezioni della stessa roccia. Nel caso delle rocce metamorfiche, a causa della tessitura anisotropa, il calcolo va fatto su più sezioni diversamente orientate rispetto alla foliazione o lineazione.

## Esempio di analisi modale
La tabella seguente rappresenta l'analisi modale di una tonalite.
| MINERALE                | PUNTI | MODA (% AREALE = % VOLUMETRICO) |
| ----------------------- | ----- | ------------------------------- |
| Plagioclasio            | 1004  | 50,2                            |
| Quarzo                  | 556   | 27,8                            |
| Ortoclasio              | 60    | 3,0                             |
| Biotite                 | 296   | 14,8                            |
| Orneblenda              | 40    | 2,0                             |
| Accessori               | 20    | 1,0                             |
| Minerali di alterazione | 24    | 1,2                             |
| TOTALE                  | 2000  | 100                             |